# Quatorze Manières de décrire la pluie

Quatorze Manières de décrire la pluie (Vierzehn arten, den regen zu beschreiben), op. 70, est un quintette pour flûte traversière, clarinette, violon (ou alto), violoncelle et piano d'Hanns Eisler. 

## Historique
Composée en 1941, la musique à l'origine devait accompagner le court-métrage de Joris Ivens pluie (1929). Hommage tout entier à Arnold Schönberg par sa formule instrumentale identique au Pierrot lunaire et ses nombreux symbolismes de structure, l'œuvre d'un haut niveau d'écriture exprime les  sentiments de tristesse d'un compositeur exilé d'une Allemagne livrée au nazisme. L'ouvrage est composé pour les soixante-dix ans du maître. 
En concert, le quintette est créé le 18 novembre 1941 au festival Voix Nouvelles, à l'Abbaye de Royaumont. 

## Structure
L'ouvrage dure environ douze minutes et trente secondes.
1. Anagramme
2. Introduction
3. Choral-étude
4. Scherzando
5. sans titre
6. sans titre
7. Sonatina
8. Intermezzo
9. sans titre
10. Presto-étude
11. Transition
12. sans titre
13. sans titre
14. sans titre

## Représentations
- Avant Pierrot lunaire au Théâtre de Saint-Quentin-en-Yvelines à Montigny-le-Bretonneux en 2016, sous la direction de Takénori Némoto et mis en scène par Jean-Philippe Desrousseaux, avec une vidéo de Gabriele Alessandrini[3].

## Discographie sélective
- Hanns Eisler, Quintette op.70, symphonie de chambre, nonet, et alia par l'ensemble de chambre de Berlin dirigé par Walter Goehr, Wergo